# Långtjärnen (Malå socken, Lappland, 722513-162768)
Långtjärnen är en sjö i Malå kommun i Lappland och ingår i Umeälvens huvudavrinningsområde.